# Норберт Весак
Норберт Весак (22 жовтня 1936 — 2 жовтня 1990), один із провідних хореографів Канади 1970-х років, був артистом балету, хореографом, театральним режисером, майстром-викладачем, оглядач танців, лектором, та режисером оперного балету, відомий своїм унікальним яскравим стилем та мультимедійним підходом до класичної та сучасної хореографії. Йому приписують допомогу в поширенні сучасного танцю в Західній Канаді.

## Біографія
Хоча Весак працював на міжнародному рівні як хореограф, його часто називали «найкращим танцюристом Канади». На початку своєї кар'єри він часто ставив хореографію, а потім також танцював у них, отримуючи схвалення критиків за обидві ролі. Його описували як «Людину Відродження», добре відомого як лектора, танцівника, художника по декору та костюмів, викладача, а також за його хореографію та роботу в театрі. Весак народився в Порт-Муді, Британська Колумбія в 1936 році в сім'ї Френка і Нори Весак, чеського та бельгійського походження. У дитинстві він був шанувальником опери, який описував прослуховування програм Метрополітен-опера. Він вивчав танці в Едмонтоні, Альберта у Лейн Метц, а потім навчався у Джозефіни Слейтер, яку він описав як найбільший вплив на його кар'єру в той час, тому що окрім навчання та наставництва, вона познайомила його з Тедом Шоном, який був одним із піонерів сучасного танцю в США. Весак отримав стипендію для навчання з Шоном у Jacob's Pillow у Лі, штат Массачусетс, де він навчався і врешті приєднався до викладацького складу. Весак також навчався у Маргарет Краске, Мерса Каннінгема, Джеффрі Холдера, Полін Конер, мадам Ла Мері, Роберта Абрамсона, Рут Сент-Дені та Віри Волкової та інших. Він отримав класичну підготовку, був членом Королівської академії танцю та балету в Британії, а також активно вивчав етнічний танець. Хоча він хотів бути актором, у віці 17 років він зважився на танець і в 1960 році отримав стипендію на Jacob's Pillow Dance в Массачусетсі, де навчався під керівництвом Теда Шона та інших відомих викладачів. . Коли Весак повернувся до Ванкувера, він став співзасновником Тихоокеанського танцювального театру в 1964 році, а пізніше заснував однойменний Norbert Vesak Dancers, який у 1970 році став Western Dance Театр
У 1964 році Норберт Весак був призначений резидентом-хореографом Ванкуверського театру Playhouse. Він поїхав до Англії виступати з Western Theatre Ballet, а потім повернувся до Канади. Протягом 1960-х років він працював резидентом-хореографом у Ванкуверському симфонічному оркестрі, Театрі Калгарі та Банфському фестивальному балеті та кількох інших компаніях, займаючись хореографією, викладанням та режисерською роботою.
На той час, коли він заснував Western Dance Theatre, він створив вже 60 великих творів і був запрошеним хореографом у кількох трупах. Його робота з Western Dance Theatre, за його описом, була покликана представити історії про людські стосунки з впливом монументальної географії Британської Колумбії: «Ми сподіваємося, що сувора краса довкілля Британської Колумбії була очевидною в роботі Western Dance Theatre, і що це справді продукт унікальної області канадської топографії». Весак часто брався за великі, складні проекти, які викликали захоплення критиків своїм масштабом, як, наприклад, у червні 1969 року, коли він поставив П'єро Лунер австрійського композитора Арнольда Шенберга, танцював під центральну частину 21-частної оркестровки віршів Шенберга на бельгійці. поет Альбер Жіро. Однією з головних цілей Весака була освіта громадськості щодо сучасного танцю, і його компанії часто представляли безкоштовні освітні програми з сучасного танцю в державних школах та інших громадських місцях. Його школа танців у Ванкувері свого часу налічувала понад 700 учнів.
З 1961 по 1962 рік він видавав те, що називають «найкоротшим танцювальним журналом в історії Канади». Весак і Слейтер під назвою The Canadian Dance World Magazine опублікували загалом шість випусків безкоштовного 16-сторінкового журналу та розповсюдили його серед 300 танцюристів. Кожен випуск мав свою тему: чоловіки в танці, етнічні танці, релігія в танці, символи та лідери сучасного танцювального руху. Він описав журнал як «присвячений розвитку танцю» в Канаді, і опублікував його без посилання.. Відомий як класичними, так і сучасними хореографіями, Весак дебютував у 1963 році з хореографією Парентеса на першому в Канаді фестивалі сучасного танцю в Торонто. Він також створив такі роботи, як «Від екстазу до відчаю» у 1969 році, які були описані як футуристичні та емоційно драматичні, що забезпечують важливе соціальне повідомлення. У 1970—1975 роках був директором оперного балету Сан-Франциско. У 1975 році був призначений офіційним хореографом Королівського балету Вінніпегу, а в 1975 році став директором балету Метрополітен-опера. Він став одним із найвідоміших хореографів свого часу з рідкісною відзнакою, нагороджений двома міжнародними золотими медалями з хореографії за один рік за широкий спектр робіт, виконаних у США, Канаді, Європі та Південній Америці. .
Два видатних балети, створені Весаком у 1970-х роках, «Екстаз Ріти Джо» та « Що робити, поки не прийде Месія», мали великий успіх для Королівського балету Вінніпега та висвітлювали важливі культурні та соціальні проблеми. «Екстаз Ріти Джо» був створений на замовлення Індійського братства Манітоби і дебютував як балет у 1971 році Балет заснований на суперечливій п'єсі Джорджа Риги про молоду дівчину-аборигенку, яка залишає резервацію, щоб переїхати до великого міста, а також про культурні конфлікти, бідність і насильство, які вона переживає. Вважалося, що балет Весака перевершує саму п'єсу з точки зору донесення задуманого меседжу до глядачів: "Більшість рецензій рішуче підтримували антирасистське послання балету. Вільям Літтлер у Toronto Daily Star назвав його «можливо, балетом 1971 року з точки зору його соціальної важливості для канадців». Він зазначив, що балет «менш гнівний, менш полемічний за тоном, ніж п'єса Риги, яка відбиває ідею, що біле правосуддя не може осягнути індійський факт». В «абстрактному середовищі танцю», писав Літтлер, повідомлення «втрачає частину своєї пронизливості мильної коробки і набуває символічної сили» Вважалося, що замовлення цієї роботи Індійським братством Манітоби було продуманим зусиллям Братства донести повідомлення про наслідки расизму проти корінних народів до більшої кількості населення за допомогою медіа, балету, який зазвичай не використовувався. для надихання розуміння суспільства. «Будучи платформою для захисту прав аборигенів, „Екстаз Ріти Джо“, безперечно, був потужним, а люди ридали в кінці балету».
Балет мав однаковий успіх на міжнародному рівні: "Теми «Екстаз Ріти» Джо Норберта Весака отримали високе визнання по всій Австралії під час їхнього весняного туру 1972 року. Анна Марія де Горріз у головній ролі зруйнувала будинок у Сіднеї та Мельбурні.
У 1973 році « Що робити, поки не прийде Месія» став ще одним із найвідоміших творів Весака, який описували як мрійливий балет на рок-музику а в 1980 році він здобув золоті медалі за свою хореографію « Belong Pas de Deux» з цього твору. на Міжнародних балетних конкурсах у Варні, Болгарія, та Осаці, Японія. Крім того, канадська балерина Евелін Харт здобула золоту медаль у Варні, Болгарія, за виконання п'єси «Належить» з Девідом Перегріном у 1980 році Харт піднялася до міжнародної слави, а «Belong» Весака стала для неї фірмовим твором. Belong Pas de Deux залишається однією з найтриваліших творів Весака і є в репертуарах балетних трупів усього світу. Його вистави транслювали по телебаченню в кількох країнах, включаючи Канаду, Сполучені Штати, Шотландію, Англію, Німеччину та Ізраїль, і він став головною темою фільму IMAX під назвою « Земля серця», який був випущений у 1987 році та розповсюджувався на міжнародному рівні. У 1989 році Норберт Весак співпрацював з режисером Франко Дзеффіреллі, поставивши «Травіату» для Метрополітен-опера.
Крім своєї хореографічної роботи, Норберт Весак був дуже популярним завдяки своїй майстерності вчителя, особливо завдяки індивідуальній увазі, яку він приділяв танцівникам. Він часто проводив майстер-класи з Робертом Джоффрі, засновником Joffrey Ballet. Прихильність Весака до наставництва та надання танцювальних можливостей для молодих танцюристів, а також розвитку інтересу до танцю, була очевидною протягом усього його життя.
Весак регулярно вибирався для створення нових творів для міжнародних компаній, отримуючи замовлення від таких установ, як Метрополітен-опера, Берлінський балет, Театр танцю Північної Кароліни, Лос-Анджелесський балет, Балет Маямі, Шотландський балет, Джоффрі II Dancers, Bayerische Staatsoper в Мюнхені, Національний балет Канади, Winnipeg Contemporary Dancers, The Alberta Ballet, Ballet Florida в Палм-Біч, Національна асоціація регіонального балету, Marin Ballet в Сан-Рафаелі, Каліфорнія, і Deutsche Opera Ballet в Берліні, в додаток до багатьох інших.

## Особисте
Багаторічним партнером і творчим співробітником Норберта Весака був Роберт де Ла Роуз, художник по костюмах і декораціях, який працював над постановками Весака і брав участь у розробці змісту багатьох робіт Весака.

## Дама з камеліями
Дама з камеліями була задумана Норбертом Весаком і Робертом де Ла Роузом як повнометражний балет за однойменним романом Олександра Дюма. Хоча Весак працював над концепцією, лібрето, вибирав музику і навіть мав костюми, розроблені де Ла Роуз, « Леді з камеліями» була в кінцевому рахунку хореографією іншого міжнародного хореографа, Валь Каніпаролі. Весак раптово помер від аневризми головного мозку, коли йшов на святкування 20-ї річниці Театру танцю Північної Кароліни, де в ознаменування цієї події виконували твір, який він розробив для цієї компанії в 1975 році, «Сірий гусак тиші». Після його смерті Леді Камелій залишалася у забутті протягом трьох років, поки де ла Роуз не звернувся до Каніпаролі з проханням взяти її на себе. Каніпаролі добре знав Весака, оскільки Весак дав Каніпаролі свою першу професійну роботу, а також був одним із вчителів Каніпаролі. Каніпаролі погодився виконати проект, адаптувавши концепцію і музику Весака до його власної хореографії, а де Ла Роуз надав костюм і часткову сценографію. Це був перший повнометражний твір Каніпаролі, який дебютував у Ballet Florida у 1994 році З тих пір її виконували багато компаній, включаючи Ballet West, Ballet Florida, Boston Ballet, Cincinnati Ballet, Tulsa Ballet, Alberta Ballet, Diablo Ballet та Royal Winnipeg Ballet.

## Цитати
«Підготовлений художник може експериментувати, але навчання на першому місці. Ви повинні бути володарем своїх фізичних недоліків, і єдиний спосіб зробити це — це вчитися. Ніхто не народжується з тілом танцівника»

## Нагороди
- Золота медаль за хореографію, Tokyo World Ballet Concours (1980)[50]
- Золота медаль за хореографію, Міжнародний фестиваль балету, Варна, Болгарія (1980)[51]

## Хореографічні твори
- Сімейний портрет (Тихоокеанський театр танцю)
- Спрінгхіл '58 (Тихоокеанський театр танцю)
- Ранок Каїна (Західний театр танцю)
- Земля до часу (Playhouse Theatre)
- Чичестерські псалми (Western Dance Theatre)
- Concierto (Західний театр танцю)
- Pearl White Moments (Western Dance Theatre)
- Home Sweet Home (Western Dance Theatre)
- Турангаліла (західний театр танцю)[52]
- П'єро Лунер (Танцювальна студія Норберта Весака)[24]
- Екстаз Ріти Джо (Королівський Вінніпегський балет)
- Що робити, поки не прийде Месія (Королівський балет Вінніпега)
- Belong Pas de Deux (Королівський балет Вінніпегу)
- Сон літньої ночі (театр танцю Північної Кароліни)
- Кармен (балет Санта-Барбари)
- Лускунчик (Marin Civic Ballet)
- Трава та полуниця (Playhouse Theatre)
- Коли ми королі (Балет фестивального балету)[53]
- Дон Жуан (режисер Франко Дзеффіреллі) Метрополітен-опера
- Синій колір сумки мого справжнього кохання (Playhouse Theatre)
- Одного разу на народження.. . (Театр Playhouse)
- Есклармонд виступав в опері Сан-Франциско, Метрополітен-опера
- First Century Garden виступив у Канаді Contemporary Dancers
- Fruhlingstimmen (музика: Йоганн Штраус старший і молодший) (на замовлення для Міжнародного фестивалю саду, Мюнхен)
- Меса (режисер і хореографія) Прем'єра на Західному узбережжі, музика Леонарда Бернштейна Сценограф: Мін Чо Лі Виконав у Каліфорнійському університеті, Берклі
- The Gift to Be Simple (Western Dance Theatre, Ванкувер)
- Па-де-де (Опера Ніцци, Франція)
- Па-де-де (L'Opera Paris)
- Die Fledermaus Variations (Ансамбль Метрополітен-опера)
- Танці Стравінського (музика: Ігор Стравінський) (Міжнародний балетний конкурс, Гельсінкі)
- Манери за столом (Джоанна Берман, балет Сан-Франциско)
- Танці Чайковського (Танцюри: Синтія Грегорі та Фернандо Буйонес) (Новий світ балету)
- Дебют The Rite of Spring (New World Ballet): Галена Панофф і Ентоні Довел
- Лугові танці (Танцюри: Евелін Харт і Девід Перегрін) (Королівський балет Вінніпегу)
- Три пенні танці (музика: Курт Вейл) (балет Нью-Джерсі)
- Пісенниця Гершвіна, музика: Джордж Гершвін, костюми та декорації: Роберт де Ла Роуз, виступає в Les Ballets Jazz de Montreal
- У пошуках сонця (Дебют Грега Мартіндейла: Королівський балет Вінніпегу, 1975)
- Бабар, музика: Френсіс Пуленк, Дебют: The Breakers, Ньюпорт, РІ (1978) і грав у Білому домі (1979)

## Фільмографія
- Екстаз Ріти Джо (серіал CBC Musicamera) (1974)
- Метрополітен-опера представляє: « Ріголетто» (1977)
- Метрополітен-опера представляє: « Ріголетто» (1981)
- Heart Land IMAX Film за участю Belong Pas de Deux
- Співпраця з Industrial Light and Magic для створення спеціальних ефектів для Clara's Dream (1987)
- Московський гала-концерт Евелін Харт, створений компанією Triune Films для Канадської телерадіосистеми (1987)
- «Бути танцівником» (кінопроект з Брюсом Ніколсоном, Lucasfilm)

## Оперна хореографія
- 1969 Фауст (Ванкуверська оперна асоціація)[54]
- 1972 L'Africaine (Опера Сан-Франциско)
- 1972 Le Nozze di Figaro (Опера Сан-Франциско)
- 1973 Борис Годунов (Опера Сан-Франциско)
- 1973 Die Fledermaus (Опера Сан-Франциско)
- 1973 La Favorita (Опера Сан-Франциско)
- 1973 Ріголетто (Опера Сан-Франциско)
- 1973 Тангейзер (Опера Сан-Франциско)
- 1973 Велика герцогиня де Герольштейн (Опера Сан-Франциско)
- 1974 Есклармонд (Опера Сан-Франциско)
- 1977 « Тангейзер» (Метрополітен-опера) (Також виконувався у 1978, 1982, 1984, 1987 роках)
- 1979 «Джоконда» (Метрополітен-опера)
- 1980 «Травіата» (Опера Сан-Франциско)
- 1982 Sagracao Do Primavera (музика: Ігор Стравінський) (Ballet Teatro Municipal Do Rio de Janeiro, Бразилія)
- 1982 Мефістофелес (Велика опера Маямі)
- 1983 Lied Des Windes (Баварський державний оперний театр, Мюнхен)
- 1983 Фінал танго (Баварський державний оперний театр, Мюнхен)
- 1984 Sacre du Printemps (Баварський державний оперний театр, Мюнхен)
- 1984 Самсон і Даліла (Флорентійська опера)
- 1984 Випускний бал (Баварська державна опера, Мюнхен)
- 1984 Мовчазні обіцянки (Баварська державна опера, Мюнхен)
- 1985 Elegie Fur Eine Tote Liebe (Біргіт Кейл, Штутгартський балет)
- 1985 Pieces of Glass (музика: Філіп Гласс) (Штутгартський балет)
- 1986 Der Tod in Venedig (Балет Баварської державної опери, Мюнхен)
- 1986 «Абетка танцю» (Баварський державний оперний театр, Мюнхен)
- 1986 Kinder Sinfonie (Баварський державний оперний театр, Мюнхен)
- 1990 Дон Жуан (Метрополітен-опера) (Також виконувався у 1991, 1994, 1995, 1997 роках)

## Театральна та оперна режисура
- Кармен (Велика опера Маямі)
- Неприємності на Таїті (Леонард Бернстайн)
- Меса (Леонард Бернштейн)
- Самсон і Даліла (Каміль Сен-Санс)
- Медіум (Джан Карло Менотті)
- Кармен (Жорж Бізе) (Гранд Опера Нового Орлеана)
- Бабар: Маленький Слон (Франсіс Пуленк)
- Весела вдова (Велика опера Маямі, 1981)[55]